# 30x70 - Se dico donna...
30x70 - Se dico donna... è un programma televisivo italiano, in onda su RaiPlay dal 3 settembre all'8 ottobre 2024 e su Rai 2 dal 16 settembre 2024.

## Caratteristiche
La trasmissione, seguito ideale di 70x70 - Lo sapevate che..., condotta da Francesca Barolini per la regia di Luca Rea (che ne è anche l'autore insieme ad Anna Bisogno e Lorenza Fruci) è nata come spin-off di Techetechete' per celebrare trenta donne che hanno contribuito a fare la storia della televisione italiana. Il titolo è un omaggio alla trasmissione Si dice donna, andata in onda su Rai 2 dal 1977 al 1981, primo programma televisivo ad analizzare la società italiana con uno sguardo al femminile. Le protagoniste delle mini biografie includono Mina, Raffaella Carrà, Franca Valeri, Liliana Cavani, Tilde Capomazza, Claudia Vinciguerra, Sandra Mondaini, Delia Scala e Rita Pavone.

## Messa in onda
La trasmissione è in onda sulla piattaforma RaiPlay, dal 3 settembre all'8 ottobre 2024, in cinque puntate settimanali, e in chiaro su Rai 2 dal 16 settembre 2024 nella fascia oraria del daytime mattina alle 9:55.

## Puntate
| N. | Titolo              | Disponibile su RaiPlay |
| -- | ------------------- | ---------------------- |
| 1  | Fulvia Colombo      | 3 settembre 2024       |
| 2  | Anna Marchesini     | 3 settembre 2024       |
| 3  | Enza Sampò          | 3 settembre 2024       |
| 4  | Carmen Lasorella    | 3 settembre 2024       |
| 5  | Franca Valeri       | 3 settembre 2024       |
| 6  | Claudia Vinciguerra | 10 settembre 2024      |
| 7  | Delia Scala         | 10 settembre 2024      |
| 8  | Suor Paola          | 10 settembre 2024      |
| 9  | Elda Lanza          | 10 settembre 2024      |
| 10 | Ave Ninchi          | 10 settembre 2024      |
| 11 | Matilde Capomazza   | 17 settembre 2024      |
| 12 | Carla Vistarini     | 17 settembre 2024      |
| 13 | Sandra Mondaini     | 17 settembre 2024      |
| 14 | Liliana Cavani      | 17 settembre 2024      |
| 15 | Rita Pavone         | 17 settembre 2024      |
| 16 | Donatella Scarnati  | 24 settembre 2024      |
| 17 | Franca Leosini      | 24 settembre 2024      |
| 18 | Loretta Goggi       | 24 settembre 2024      |
| 19 | Gabriella Ferri     | 24 settembre 2024      |
| 20 | Raffaella Carrà     | 24 settembre 2024      |
| 21 | Milly Carlucci      | 1º ottobre 2024        |
| 22 | Lorella Cuccarini   | 1º ottobre 2024        |
| 23 | Serena Dandini      | 1º ottobre 2024        |
| 24 | Monica Maggioni     | 1º ottobre 2024        |
| 25 | Donatella Raffai    | 1º ottobre 2024        |
| 26 | Marisa Laurito      | 8 ottobre 2024         |
| 27 | Roberta Petrelluzzi | 8 ottobre 2024         |
| 28 | Alida Cappellini    | 8 ottobre 2024         |
| 29 | Sandra Milo         | 8 ottobre 2024         |
| 30 | Mina                | 8 ottobre 2024         |